# Loi sur l'héritage des enfants
Sous l'Ancien Régime le principe de masculinité favorisait les garçons qui héritaient des biens de leurs parents (en principe l'aîné héritait du titre et de la charge si le père en possédait une), les filles étaient exclues de cet héritage. Ce principe de masculinité fut aboli en l'absence de testament en même temps que le droit d'aînesse, par la loi des 15 et 28 mars 1790, mise en délibéré le 25 février.
L'héritage (biens, etc) fut partagé équitablement entre tous les enfants, sans distinction d'âge ou de sexe, sauf si les parents ont désigné leur ou leurs héritiers dans leur contrat de mariage ou par une donation ou un testament.

## Sources
- Jean Tulard, Jean-François Fayard et Alfred Fierro, Histoire et dictionnaire de la Révolution française. 1789–1799, Paris, éd. Robert Laffont, coll. « Bouquins », 1987, 1998 [détail des éditions] (ISBN 978-2-221-08850-0)
- Marc Ortolani et Olivier Vernier, Mémoires et travaux de l'Association méditerranéenne d'histoire et d'ethnologie. Le temps et le droit, Nice, Serre, 2002 (ISBN 978-2-86410-364-6, présentation en ligne)